# 高车乡
高车乡，是中华人民共和国福建省漳州市华安县下辖的一个乡。

## 行政区划
高车乡下辖以下地区：
际头村、高车村和前岭村。

## 姓氏由來
童姓， 童姓始祖大业公，周鲁徐州淮土司户。高祖朝魁公唐河南汝宁府都尉，世袭居光州固始。一世祖其中公，唐禧宗乾符六年，迁居漳州，经数载，又择地至龙岩漳平市永福陈村（原名长春)。华安高车乡童姓族开基祖系一世祖童万松派下十六世童立大之子（十七世）童学科之裔。童学科于元顺帝至元戊时寅（公元1338年）迁徙高车乡际头村(今华安县高车镇)定鼎卜居。